# Gaspar de Bono
Beato Gaspar de Bono Manzón O.M. (Valencia, 5 de enero de 1530 - 14 de julio de 1604) fue un religioso valenciano de la Orden de los Mínimos. 

## Biografía
Su padre era tejedor de lino, establecido en Valencia, de escasa fortuna. Cuando Gaspar tenía tres años, su madre quedó ciega y no podía ayudar a los telares; arruinado, el padre vendió los utensilios del oficio y la casa y trabajó como afilador y revendedor. A los diez años comenzó a trabajar con un mercader de seda, pero pronto vio que su vocación era religiosa; comenzó a estudiar latín, pero al ver la pobreza de su casa, prefirió seguir trabajando para mantener a su familia.
A los veinte años se alistó en el ejército del emperador Carlos, en busca de fortuna; posiblemente, el hecho de ser tartamudo lo alejó de la idea de hacerse sacerdote. Durante unos diez años fue militar, intentando llevar una vida devota y religiosa, orando diariamente la oficio divino y el rosario, haciendo limosnas y frecuentando los templos. Cayó gravemente herido en batalla y los enemigos le golpearon la cabeza dejándolo por muerto; Gaspar hizo la promesa de ingresar en un convento de la orden de San Francisco de Paula si vivía.

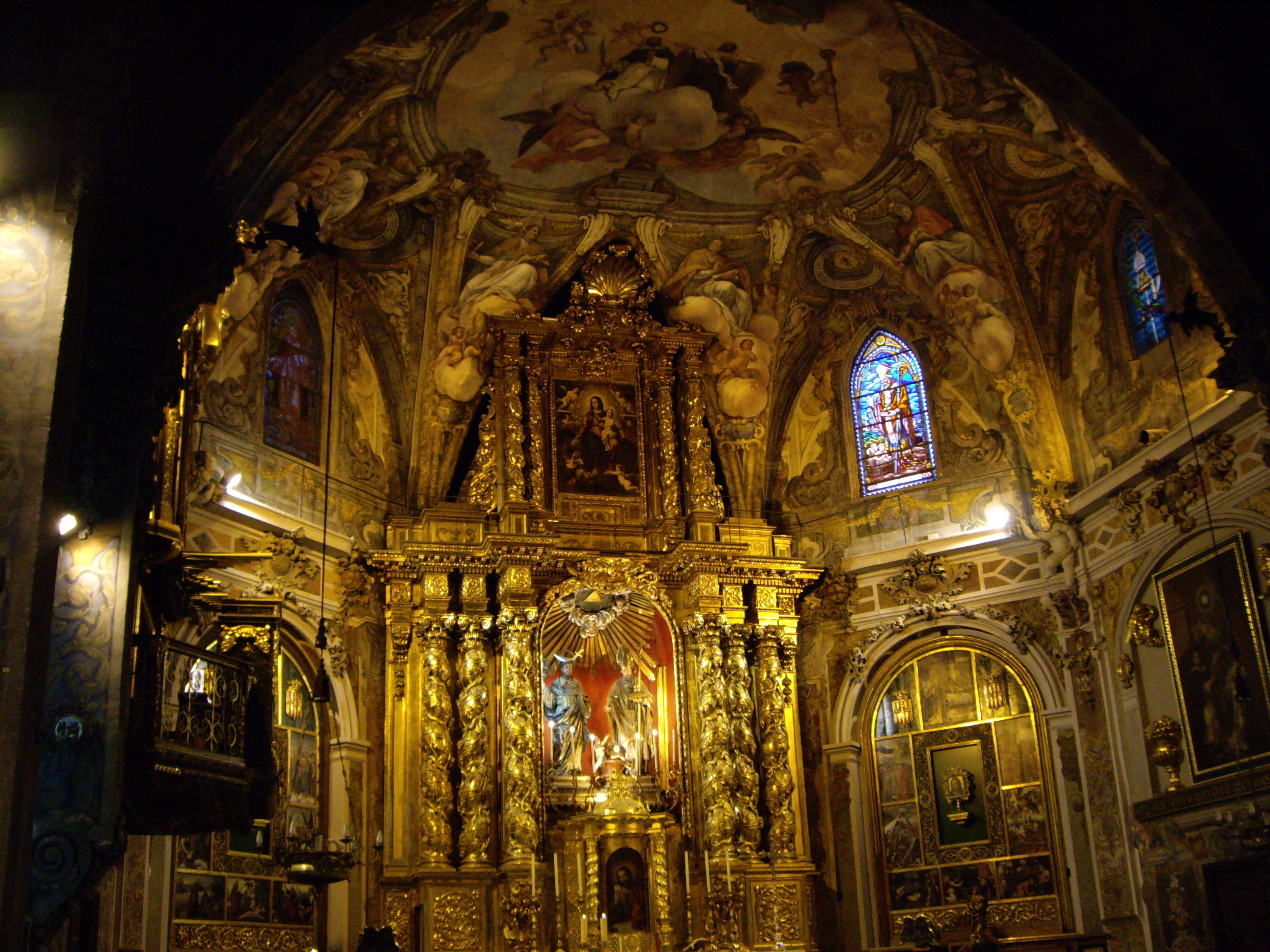
Iglesia de San Nicolás (Valencia), donde está la tumba del beato.

Recuperado, ingresó en el convento de San Sebastián del Orden de los Mínimos, en Valencia, y tomó el hábito en 1560. Profesó como fraile al año siguiente y fue ordenado sacerdote. Pronto se hizo conocido por su virtud y el estricto cumplimiento de la regla. Vive sin salir casi nunca del claustro, orando por los pecadores y haciendo vida eminentemente contemplativa.
A instancia del arzobispo San Juan de Ribera, 1602 Gaspar de Bono fue elegido provincial de Valencia. Se mantuvo austero y humilde, y conservando las devociones y costumbres que tenía antes, y destacó por su prudencia y caridad. Murió en Valencia en 1604.

## Veneración
Pío VI el beatificado el 10 de septiembre de 1786. Sus restos, primero depositadas en la  iglesia de San Sebastián, son desde 1835 a la Iglesia de San Nicolás (Valencia). Por su festividad en julio, se celebran fiestas en la Atzucac de Cañete del barrio del Carmen, la calle donde está la casa natal del beato, con el aderezo de la calle, música y procesión y comida de los vecinos.

Su fiesta se celebra el 14 de julio en Valencia.